# Insula Southampton

Localizarea insulei Southampton în Canada

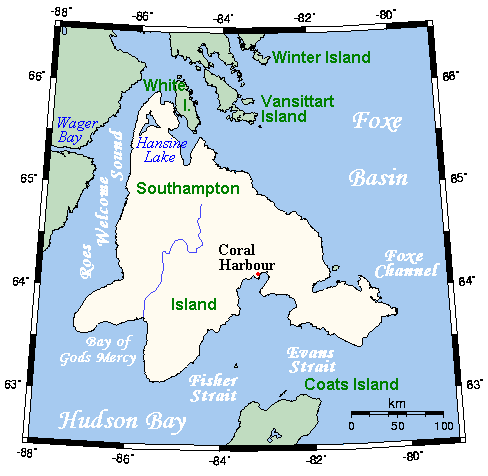
Insula Southampton

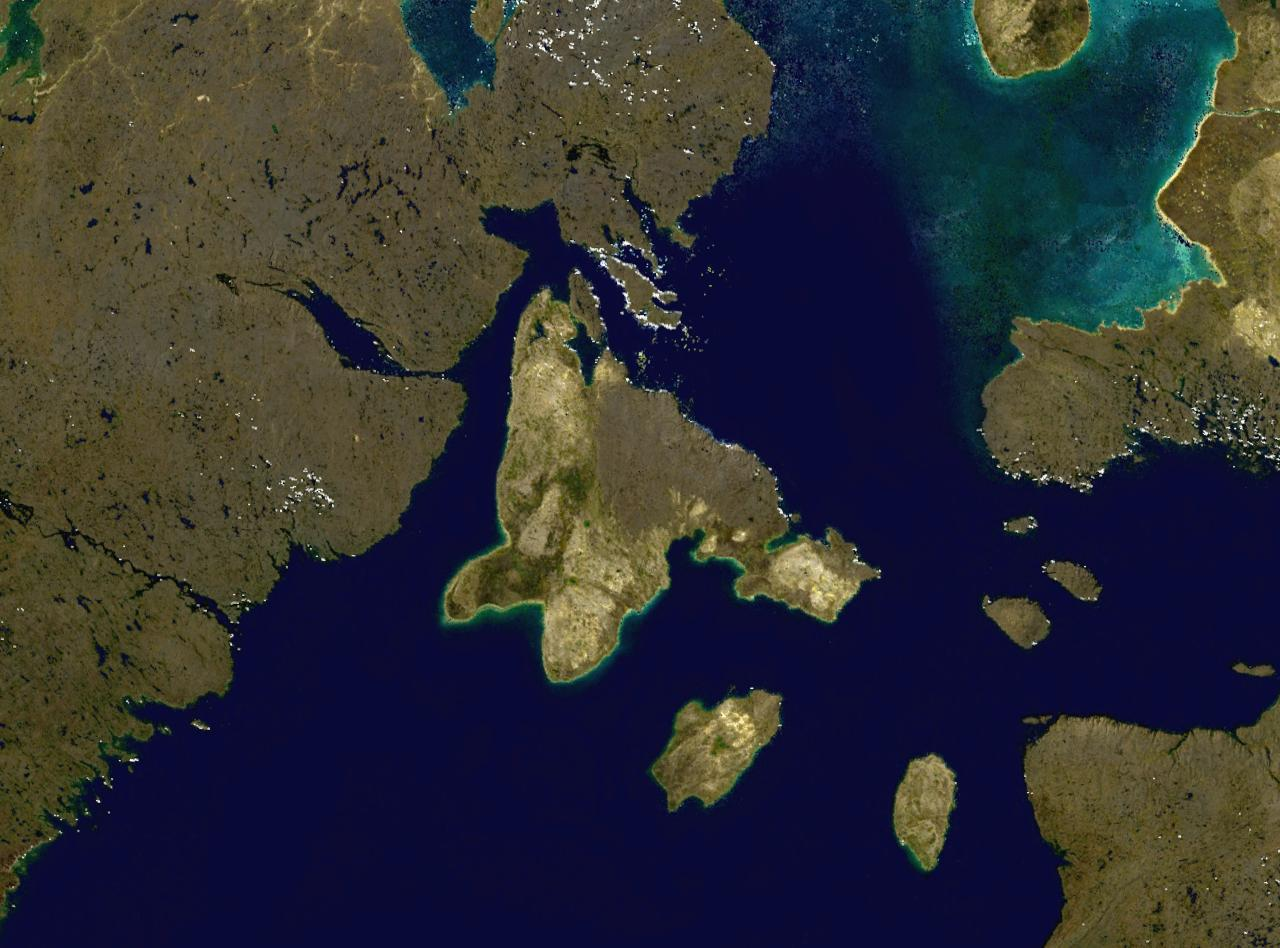
Imagine din satelit a insulei Southampton

Insula Southampton este o insulă din Arhipelagul Arctic Canadian, situată la ieșirea din Golful Hudson și aparținând administrativ de regiunea Kivalliq a teritoriului Nunavut din Canada. Cu o suprafață de 41214 km2 ,  ocupă locul 34 în lume și locul 9 în Canada.
Insula este separată de continent la vest prin strâmtoarea Roes Welcome, la nord-vest prin golful Repulse și strâmtoarea Frozen, respectiv la est prin canalul Foxe. La sud se află golful Hudson, iar la nord bazinul Foxe. La nord, la mică distanță de insula Southampton se află câteva insule mai mici din Arhipelagul Arctic Canadian: insula White, insula Winter, insula Vansittart etc. La sud-est, despărțită de strâmtorile Evans și Fisher se află insula Coats.
Insula Southampton este formată în cea mai mare parte din câmpii joase, acoperite cu vegetație de tundră, doar în partea de nord-est existând un sistem muntos, munții Porsild. Altitudinea maximă de pe insulă, 625 m, este atinsă în această zonă
Pe insulă se află două rezervații naturale pentru păsări, East Bay Bird Sanctuary și Harry Gibbons Bird Sanctuary, conținând între altele locuri de cuibărit pentru gâsca polară (Anser caerulescens caerulescens), .
În prezent, singura așezare umană permanentă de pe insula Southampton este Coral Harbour (numită în inuktitut Salliq), cu o populație de 769 locuitori în anul 2006. Insula Southampton este una din zonele canadiene în care nu se folosește ora de vară..
Până la începutul secolului 20, pe insulă trăiau ultimii purtători ai culturii Dorset, indigeni numiți Sadlermiut sau Sallirmiut. Aceștia au fost însă răpuși în 1902-03 de o boală gastro-intestinală adusă de exploratorii europeni .
Insula a fost apoi repopulată cu inuiți Aivilingmiut din zonele Repulse Bay și Chesterfield Inlet, 